# Daihatsu Terios
Daihatsu Terios (укр. Дайхацу Теріос, як першого, так і другого покоління) — 5-дверний міні-SUV, вперше представлений в 1997 році японським автовиробником Daihatsu на автосалоні в Женеві. При розробці ставилася мета створити пасажирський універсал, який би володів прохідністю автомобіля «cross country». Машина була оснащена модифікованим 1,3-літровим двигуном HC-EJ потужністю 92 к.с. від Daihatsu Charade. Завдяки досить великому дорожньому просвіту (майже 20 см) і присутності в трансмісії головного диференціала, який можна блокувати з місця водія (вимикач блокування розташований на передній панелі), машина легко може бути адаптована до будь-якого типу дороги. Крім того, компактні габарити і малий радіус розвороту роблять автомобіль досить зручним для їзди в умовах сучасних міст.
У перекладі з грецької Terios означає "виконання бажання".

## Перше покоління (1997-2006)

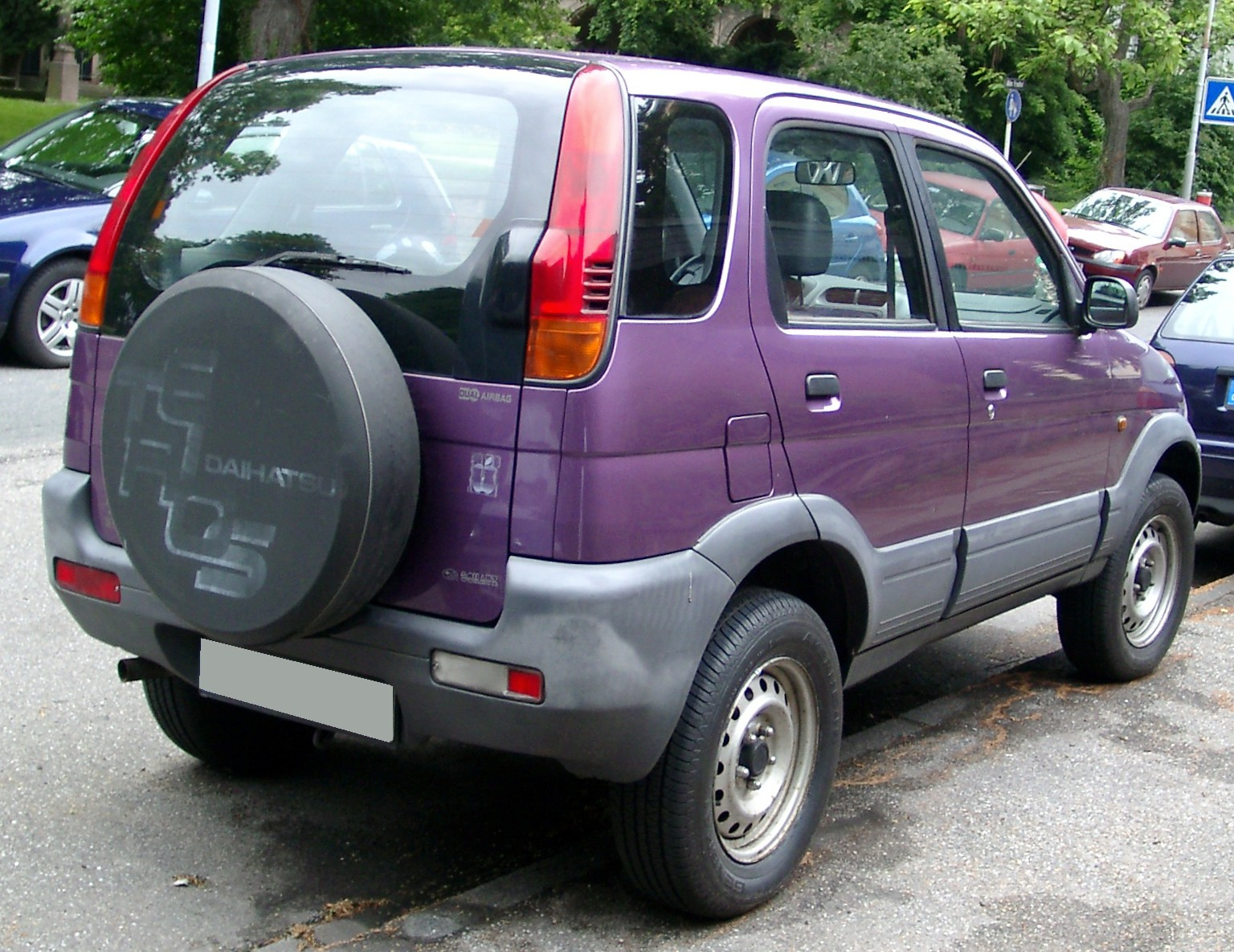
Daihatsu Terios І (1997-2006)

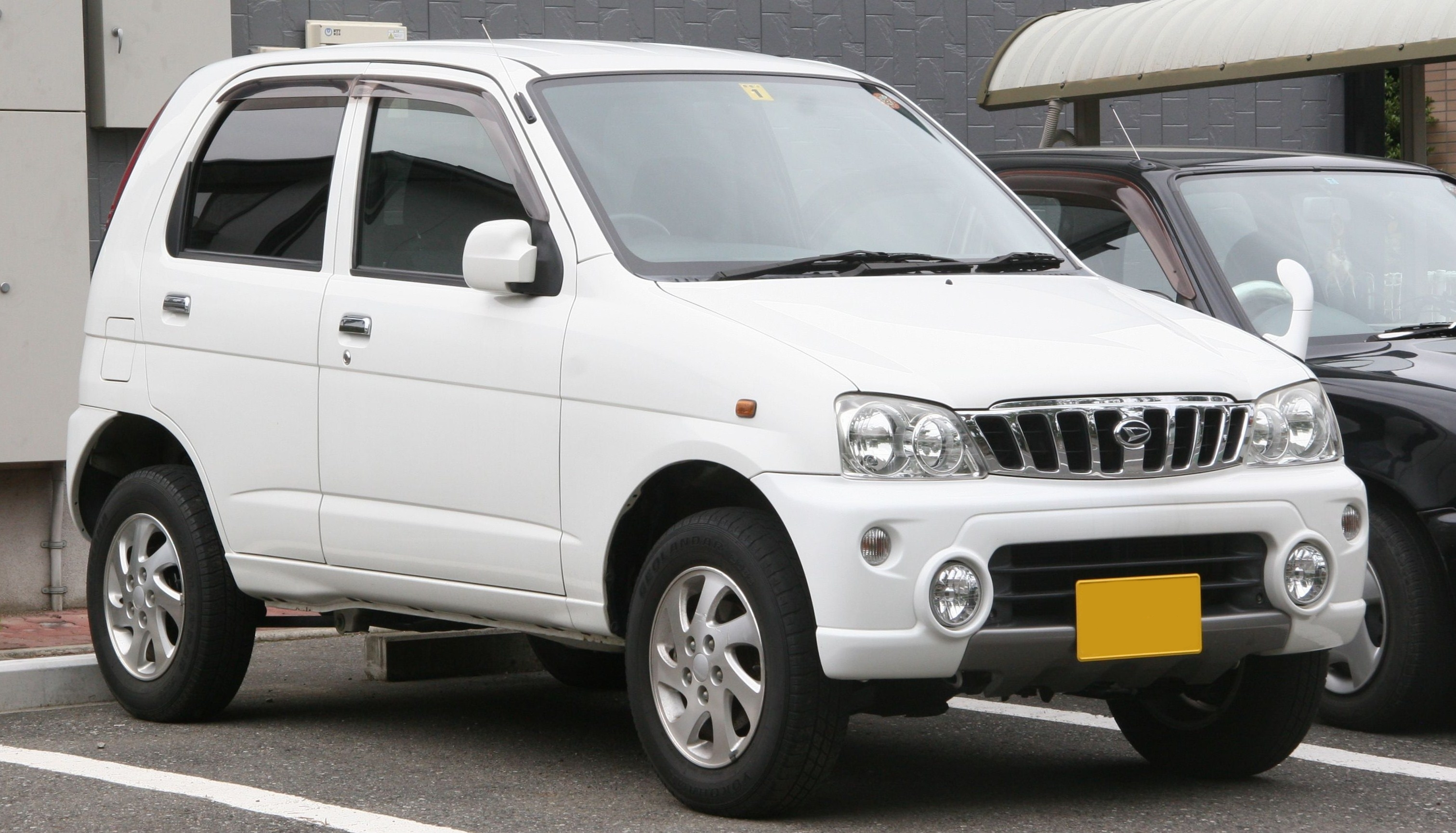
Daihatsu Terios Kid

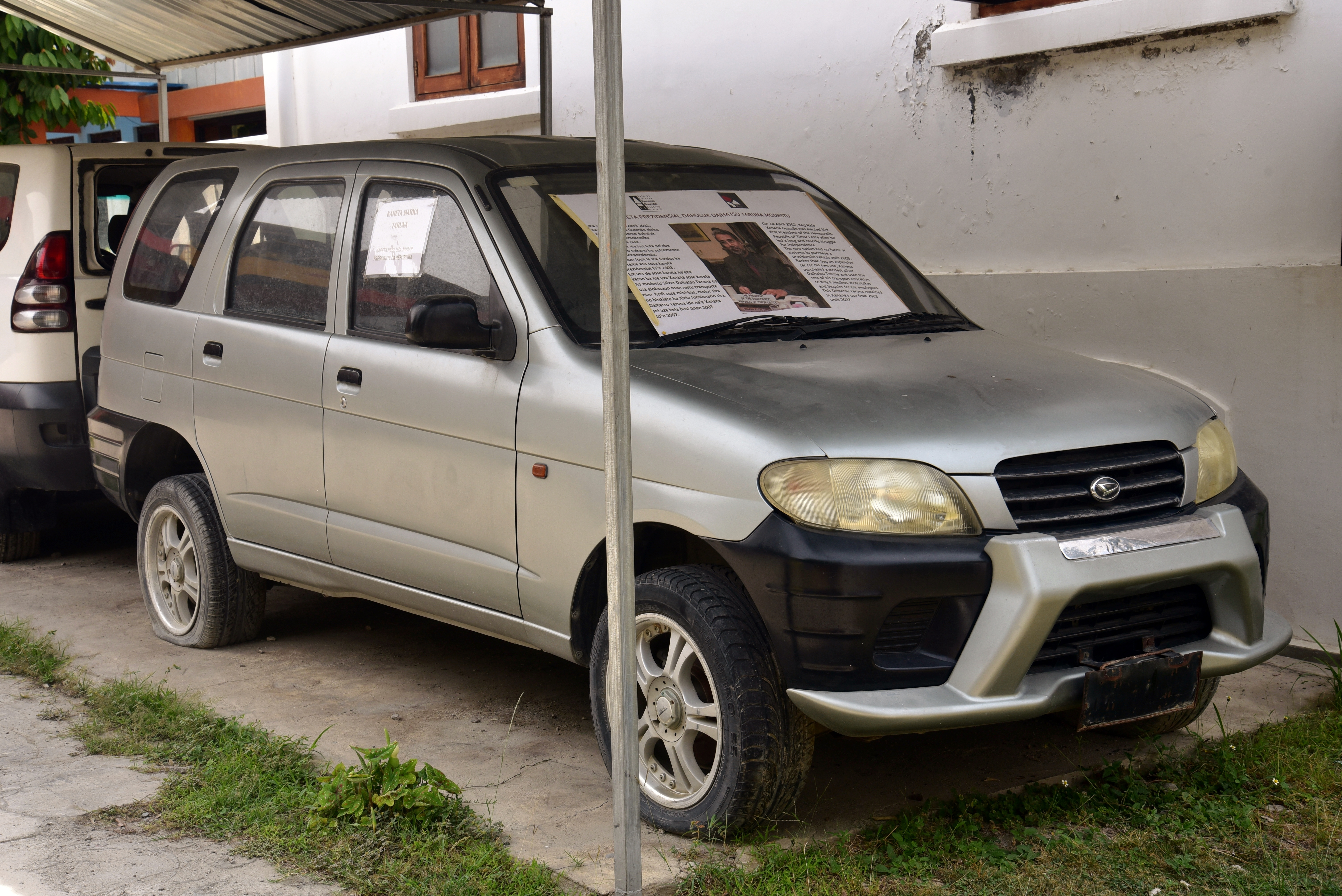
Daihatsu Taruna

Автомобіль першого покоління (J100) комплектувався двигуном HC-EJ з об'ємом 1,3 л і потужністю 92 к.с. Крім машин першого покоління, які випускалися в 5-дверному варіанті в кузові J100G, в 1998 році було запущено виробництво іншої версії, названої Daihatsu Terios Kid, що володіла укороченим 5-дверним кузовом і двигуном об'ємом 0,66 л, яка продавалася тільки на внутрішньому ринку Японії.
Для внутрішнього ринку Японії даний автомобіль так само випускався і під ім'ям Toyota Cami (тільки версії з правим кермом). На ринку інших країн Toyota Cami офіційно не поставлявся. Випускалися моделі з 5-ступінчастою механічною коробкою передач або 4-ступінчастою автоматичною коробкою. 
В Індонезізі виготовлялась подовжена версія моделі під назвою Daihatsu Taruna.

### Рестайлінг моделі
У травні 2000 року були проведені деякі зміни як у зовнішньому вигляді, так і у внутрішньому устрої машини. Чорна пластикова горизонтальна решітка радіатора була замінена вертикальною. У салоні відбулися більш значні зміни. Оновилася приладова панель, панель управління «піччю» і кондиціонером, в передніх дверях з'явилися пластикові кармани. Моделі комплектувалися більш довершеним двигуном K3-VE об'ємом 1.3 літра і потужністю 90 к.с., а також турбованим K3-VET потужністю 140 к.с. Турбові версії комплектувалися аерообвісом і мали більш низьку посадку. Крім повнопривідних машин в кузові J102G, були випущені версії з заднім приводом (кузов J122G).
У 2001 році в Австралії обмеженим тиражем в 200 машин була випущена спортивна версія, яка відрізнялася від стандартної обов'язковою наявністю люка і заднього спойлера, бамперами в колір кузова і спортивними сидіннями.
У Німеччині та країнах Сходу продавався Daihatsu Terios з лівим кермом.
Кінець виробництва Daihatsu Terios (першого покоління) - грудень 2005 року. З січня 2006 року почалися продажі другого покоління Daihatsu Terios.
658 cc EF-DEM/EF-DET I3-T (petrol, Terios Kid)

### Двигуни
- 0.658 L EF-DEM/EF-DET I3-T (Terios Kid) 60–64 к.с.
- 1.3 L HC-EJ I4 92 к.с.
- 1.3 L K3-VE I4 90 к.с.
- 1.3 L K3-VET I4-T 140 к.с.
- 1.5 L HE-E I4 (Taruna) 99 к.с.
- 1.6 L HD-C I4 (Taruna) 95 к.с.
- 1.6 L HD-E I4 (Taruna) 104 к.с.

## Друге покоління (2006-2017)

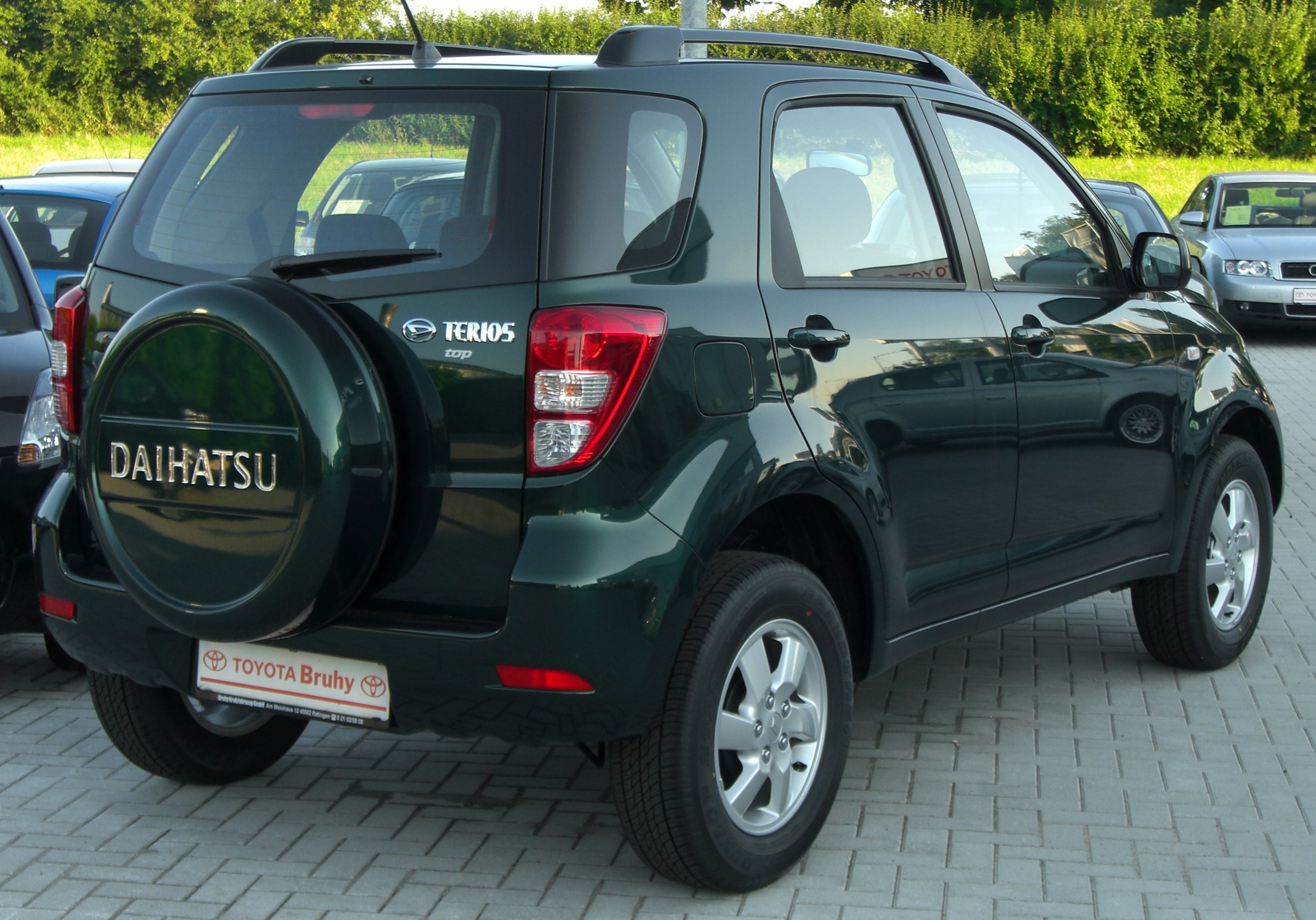
Daihatsu Terios ІІ (2006-2008)

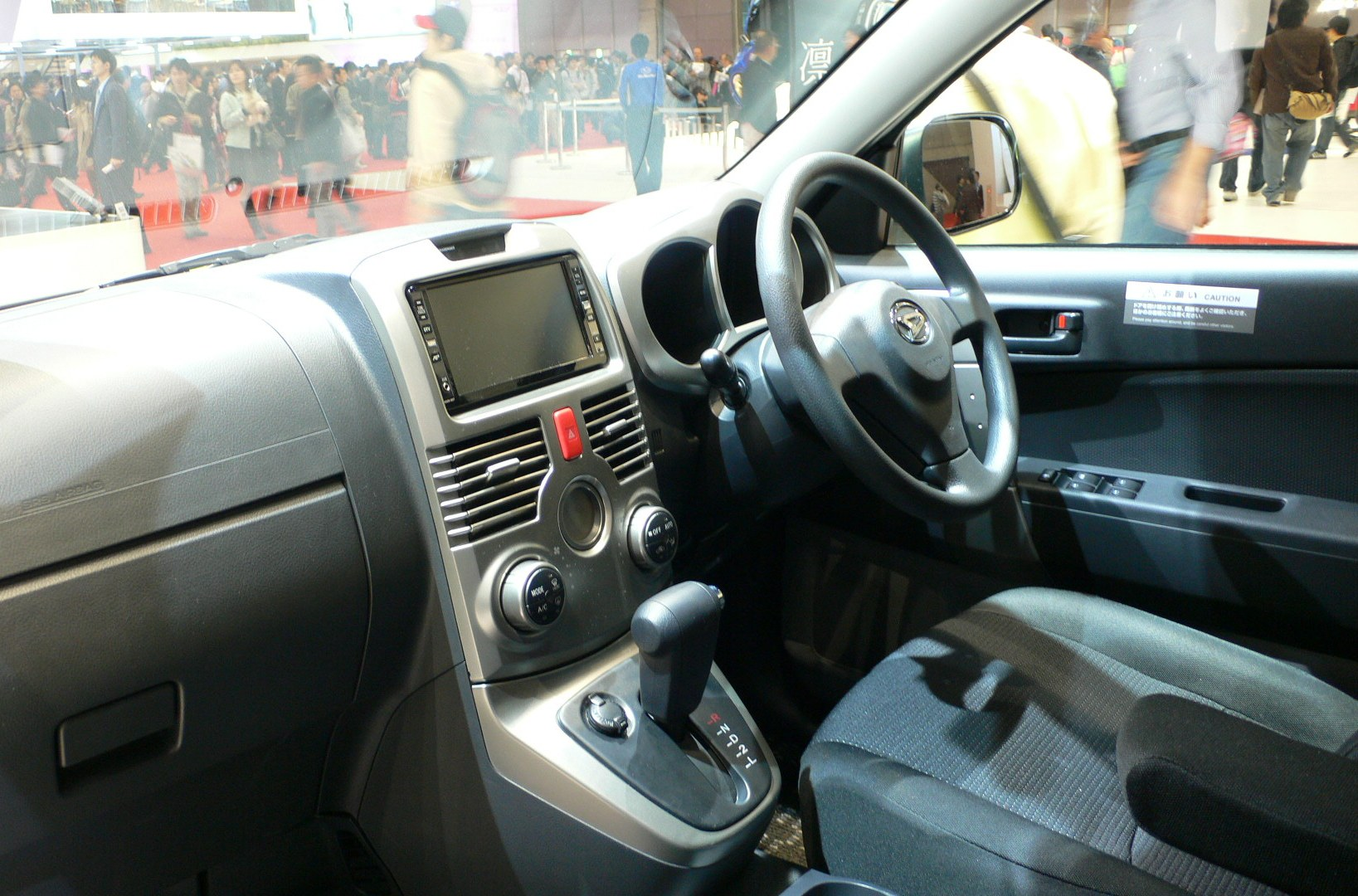

З січня 2006 року випускається друге покоління Daihatsu Terios (J200). На внутрішньому ринку Японії даний автомобіль продається під іменами Daihatsu Be-go і Toyota Rush (праве кермо). Для ринків Європи і Близького сходу машина комплектується двома двигунами об'ємом 1,3 л 87 к.с. і 1,5 л 105 к.с., з механічною і автоматичною трансмісією. У Японії для внутрішнього ринку виробляється версія автомобіля тільки з двигуном 1,5 літра.
Дані автомобілі виробляються на двох заводах - в Японії і Малайзії, причому в Малайзії збирають виключно подовжені семимісні версії автомобіля під назвою Daihatsu Terios Advantage (F700) з двигуном 1,5 л, який продається на внутрішньому ринку Малайзії і деяких інших країн Близького Сходу.
У 2007 році до процесу виробництва долучилась компанія Toyota і автомобіль став подібним до зменшеної копії Rav4. 
Daihatsu Terios продаються як із заднім приводом (2 WD), так і з постійним повним (4 WD). При цьому повнопривідна версія в технічному плані для пересування по пересіченій місцевості серйозно перевершує дорожчу і старшу модель Toyota RAV4. Повний привід у цього автомобіля не відключається.
У 2015 році компанія Daihatsu випустила оновлений автомобіль Terios. Його база не змінилася, хоча оновлення точно помітні. Зовні він став вищим та отримав хромовані акценти в оздобленні. Внутрішні зміни торкнулися приладової панелі, яке містить оновлений набір елементів управління. 
Якщо взяти до уваги стартову ціну автомобіля Terios, то він має дуже хороший перелік базового обладнання. Так модель DX оснащена: підсилювачем керма, подвійними передніми подушками безпеки, тонованим склом корпусу та складними задніми сидіннями. Модель SX має: центральний замок, рейлінги на даху, литі диски коліс та спойлер. Сучасні моделі мають ще кращий спектр базових елементів, включаючи CD тюнер та клімат-контроль. Додатковими функціями є: дистанційне закривання дверей, система кондиціонування повітря та елементи управління, розташовані на рульовому колесі. Якщо продовжити перелік опцій, то сюди слід включити і чотириступінчасту автоматичну коробку передач.

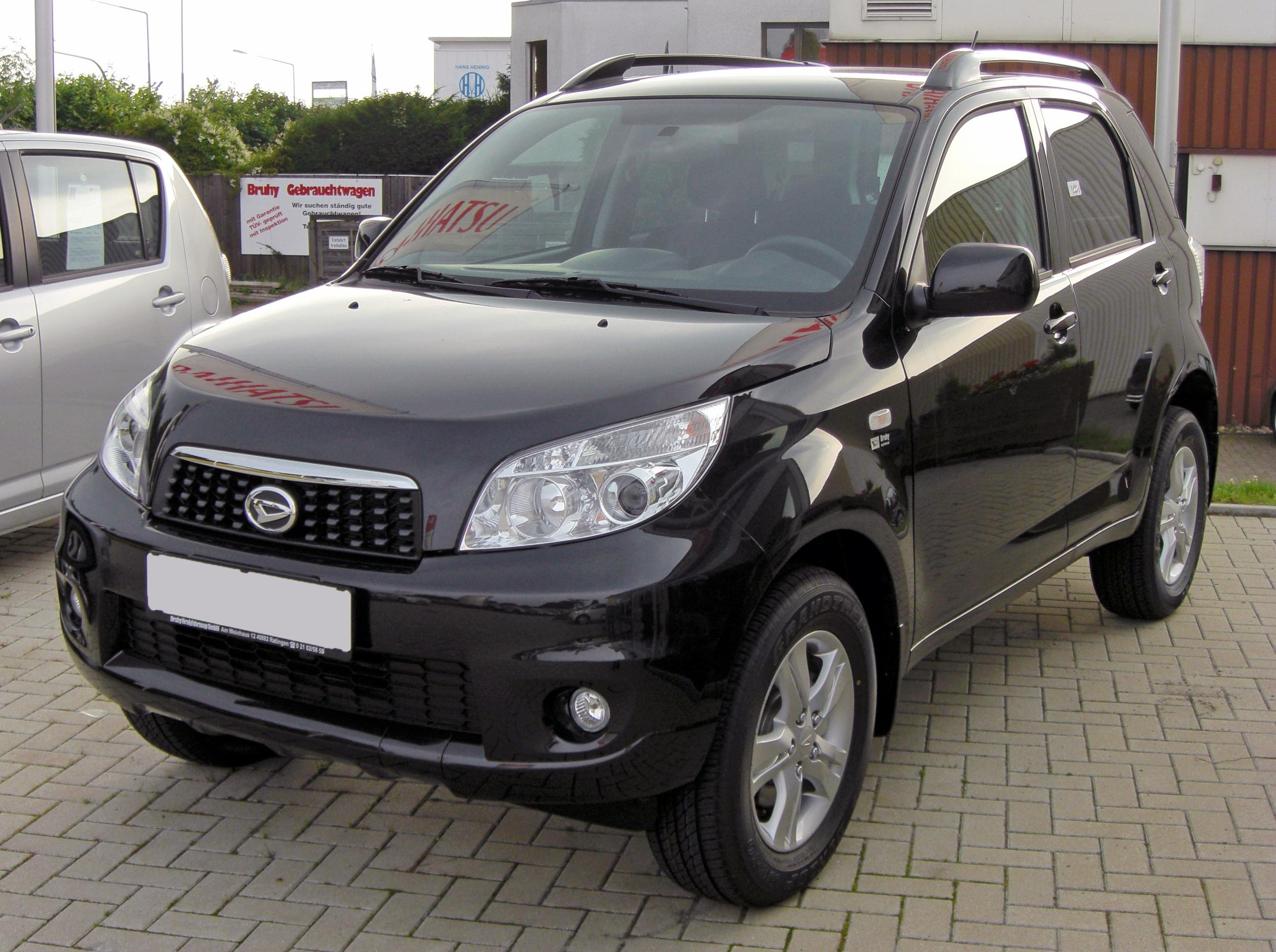
Daihatsu Terios ІІ (з 2009)
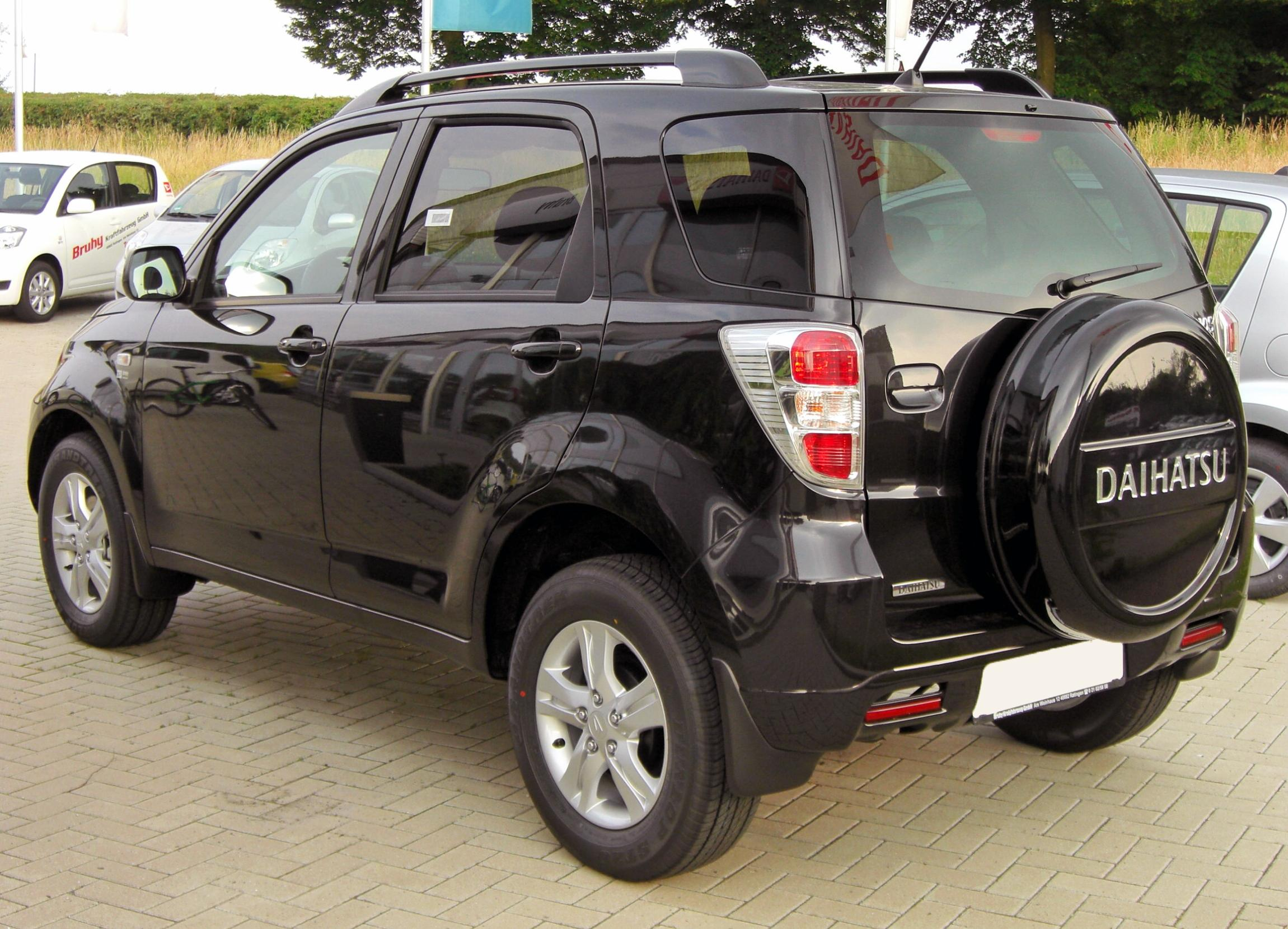
Daihatsu Terios ІІ (з 2009)
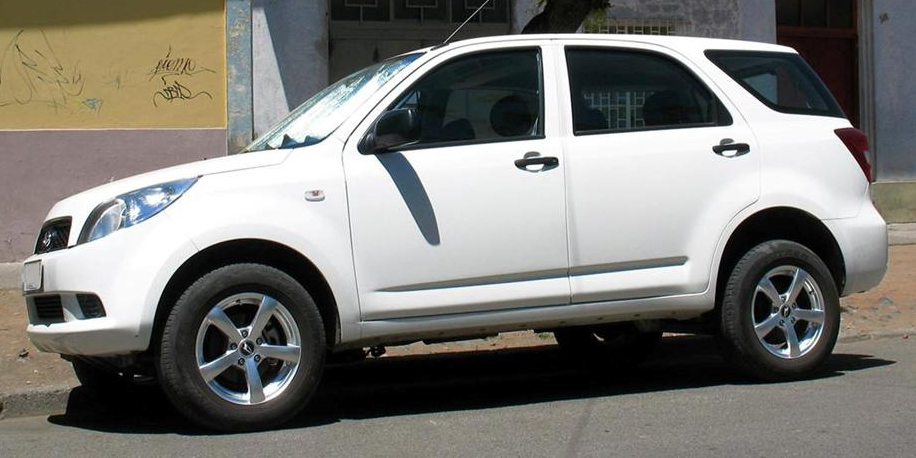
Daihatsu Terios Advantage (2009-2015)
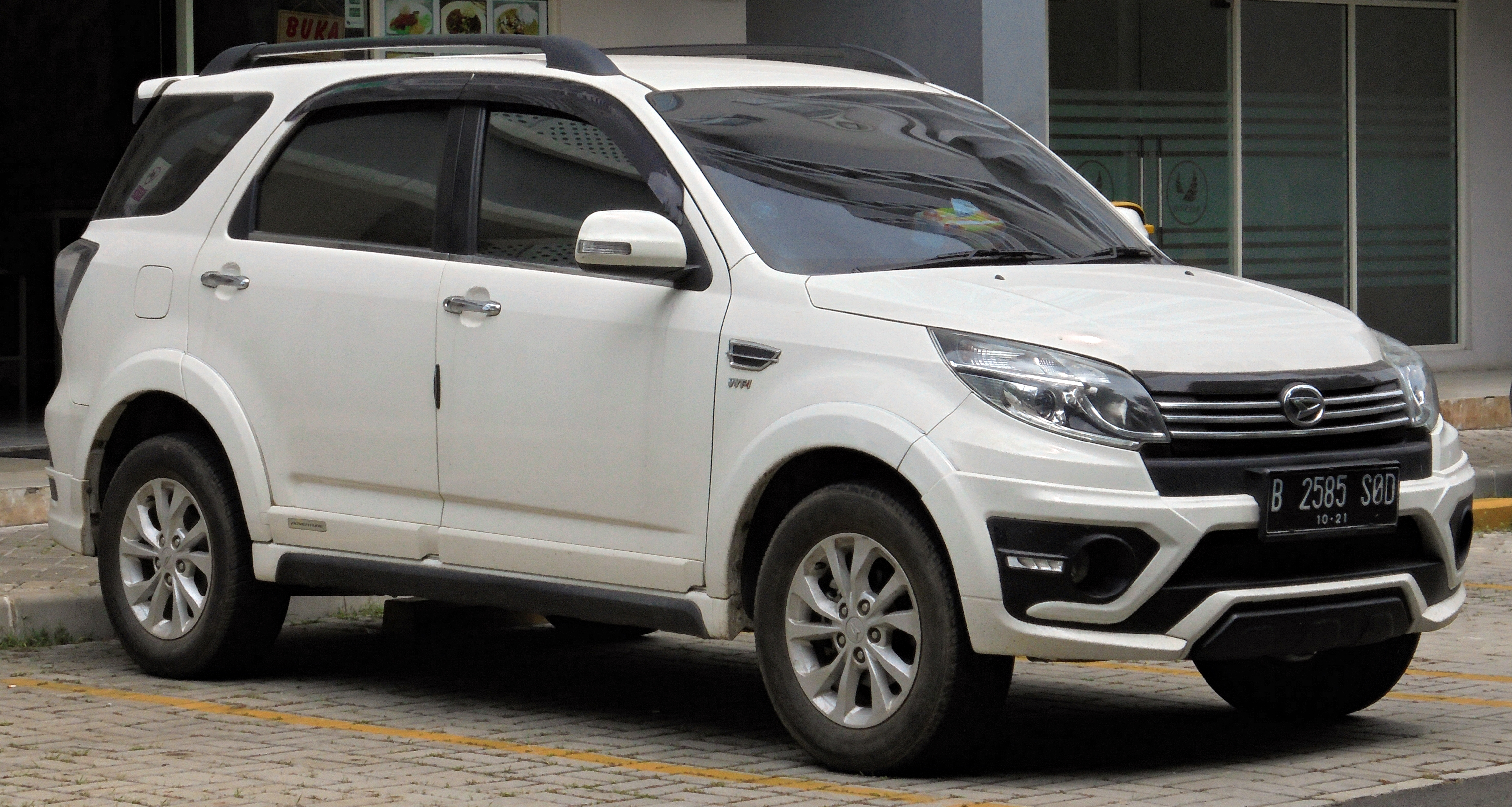
Daihatsu Terios Advantage (2015-2017)

### Двигуни
- 1.3 L K3-VE I4 92 к.с.
- 1.5 L 3SZ-VE I4 109 к.с.

## Третє покоління (з 2017)

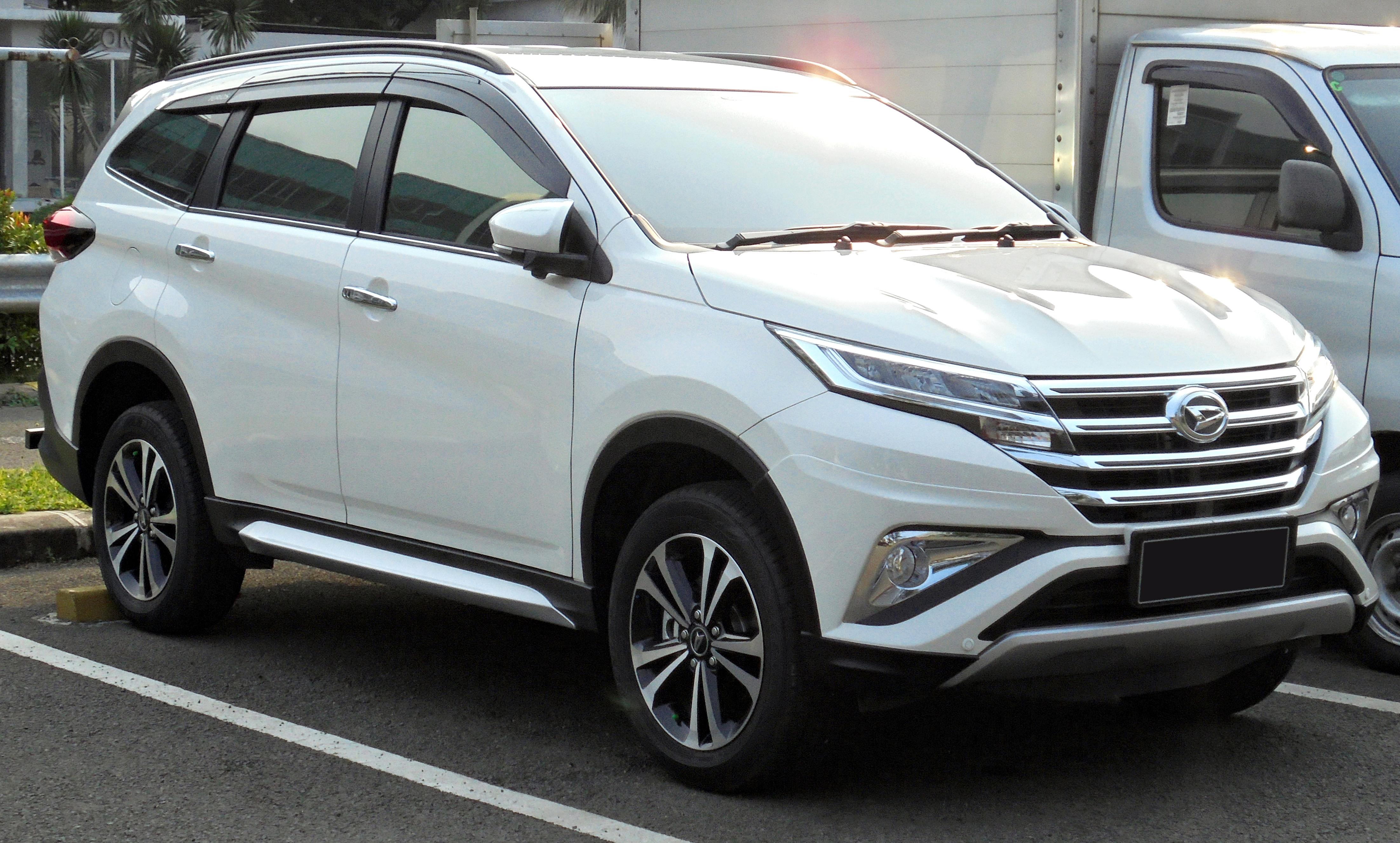
Daihatsu Terios 1.5 X Deluxe

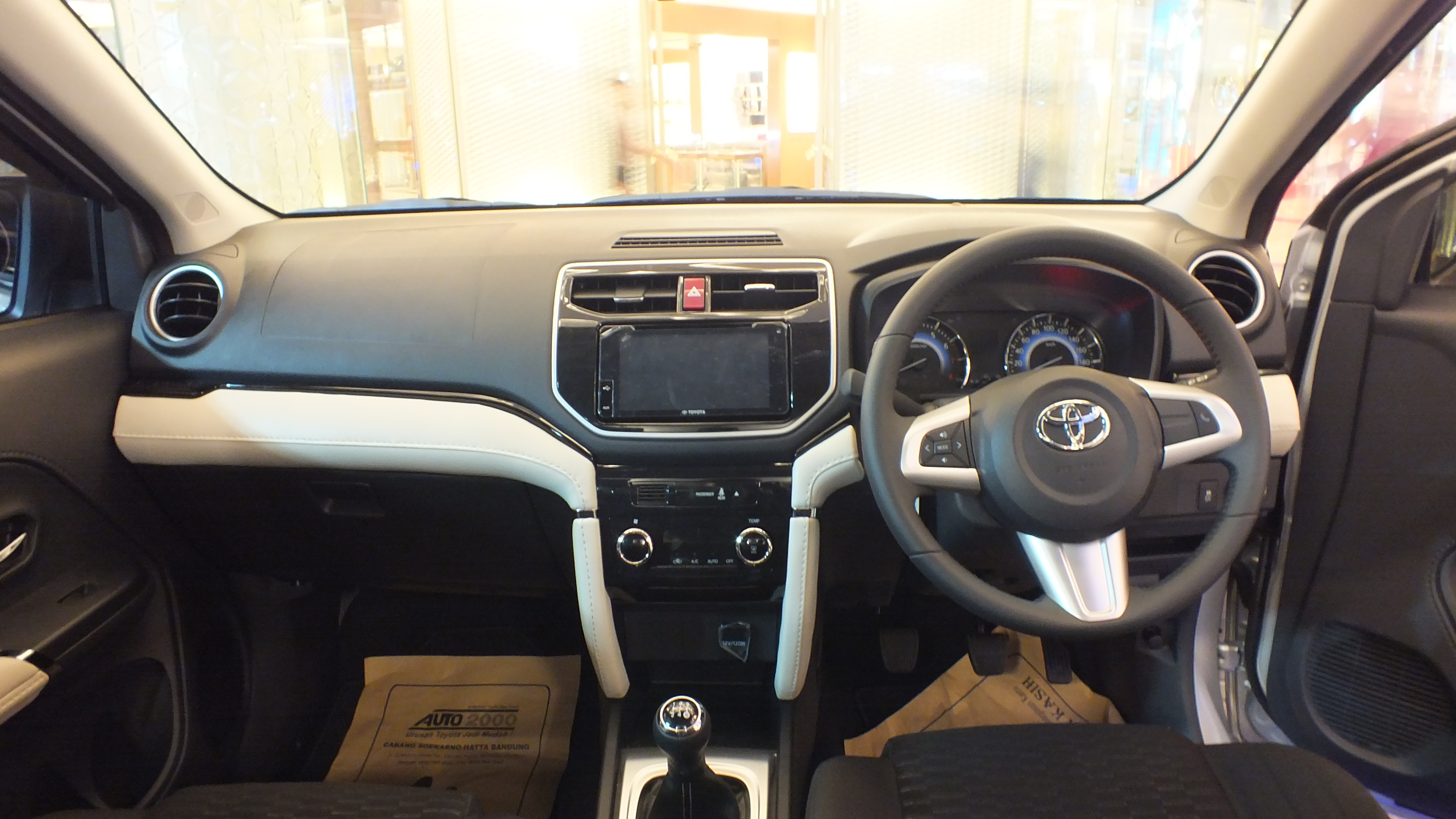

В 2017 році дебютувало третє покоління моделі Daihatsu Terios (F800). 5-дверний позашляховик збудовано на платформі Daihatsu Xenia. Автомобіль отримав 5 або 7 місний салон, задній привод і великий кліренс. Версія Toyota Rush має більш високі рівні обладнання.
Місце виробництва: Сюнтер, Північна Джакарта, Індонезія.

### Двигуни
- 1.5 L 2NR-VE I4 104 к.с.